# Виксозеро (озеро, Лоухский район)
Виксозеро (устар. Викс-озеро (Викси-ярви)) — озеро на территории Кестеньгского сельского поселения Лоухского района Республики Карелия.

## Общие сведения
Площадь озера — 2,8 км², площадь водосборного бассейна — 24,3 км². Располагается на высоте 139,3 метров над уровнем моря.
Форма озера лопастная, продолговатая; вытянуто с запада на восток. Берега изрезанные, каменисто-песчаные, местами заболоченные.
Из озера берёт начало река Лопская (в верхнем течении — Виксйоки).
Населённые пункты возле озера отсутствуют. Ближайший — деревня Зашеек — расположен в 23 км к северо-западу от озера. Возле западной оконечности озера проходит лесовозная дорога, ответвляющаяся в посёлке Кестеньга от трассы 86К-127 («Автомобильная дорога Р21 („Кола“) — Пяозерский — граница с Финляндской Республикой»).
В озере расположено не менее десяти островов без названия.
Код объекта в государственном водном реестре — 02020000611102000001549.